# Rancho Viejo del Sauz
Rancho Viejo del Sauz är en ort i Mexiko.   Den ligger i kommunen Manuel Doblado och delstaten Guanajuato, i den centrala delen av landet, 300 km väster om huvudstaden Mexico City. Rancho Viejo del Sauz ligger 1 792 meter över havet och antalet invånare är 126.
Terrängen runt Rancho Viejo del Sauz är platt åt nordost, men åt sydväst är den kuperad. Runt Rancho Viejo del Sauz är det ganska glesbefolkat, med 45 invånare per kvadratkilometer. Närmaste större samhälle är Ciudad Manuel Doblado, 3,4 km norr om Rancho Viejo del Sauz. I omgivningarna runt Rancho Viejo del Sauz växer huvudsakligen savannskog.